# Предание о людях «ва» из истории государства Вэй

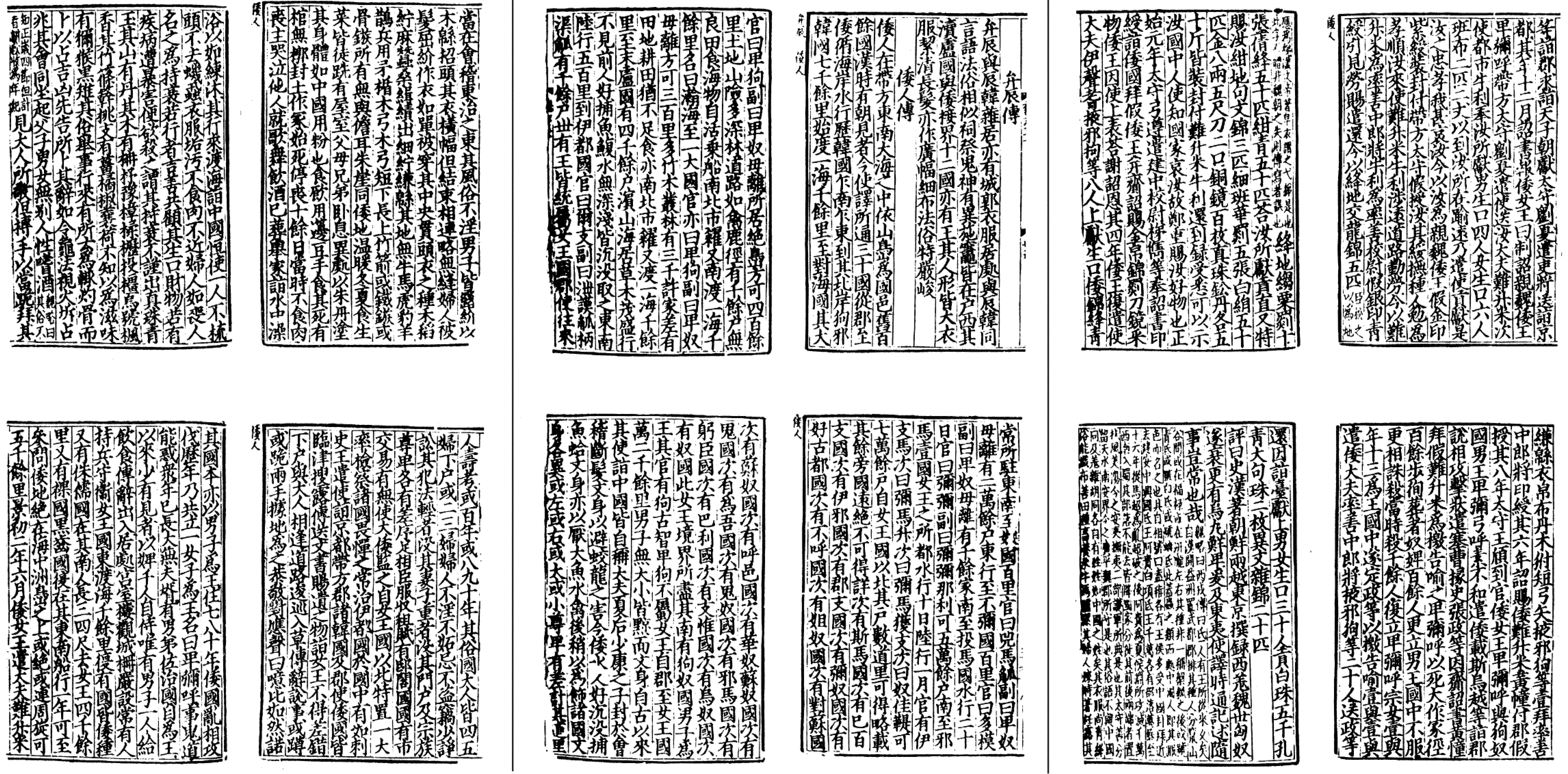
Вэйчжи

Предание о людях «ва» из истории государства Вэй кит. трад. 魏志倭人傳, упр. 魏志倭人传, пиньинь wèizhì wōrén zhuàn, палл. Вэйчжи вожэнь-чжуань — предание о людях ва (древних японцах), которое является составной частью раздела о восточных варварах, расположенного на 30 свитке «Вэй шу» (Книги династии Вэй), более известной как «Вэйчжи». Последняя является частью Сань-го чжи («Записи о Трёх царствах»), официальной китайской историографии, которая была составлена историком Чэнь Шоу в 280—290 годах.

## Краткие сведения
Термин «Предание о людях „ва“» употребляется часто японскими учёными, но не является правильным: статья о людях ва не образует собственно отдельного раздела, а является лишь составной частью главы о восточных варварах. В оригинале её название звучит как:
«Статья о людях ва раздела об ухуанях, сяньби и восточных варварах, тридцатый свиток книги Вэй „Записей о Трёх царствах“» (кит. 三国志』魏書卷三十、烏丸鮮卑東夷伝倭人条).
Текст статьи составляет 1988 знаков. В некоторых копиях количество знаков равно 2008. Оригинал статьи утерян, существуют лишь копии.
В статье представлен ценный материал о Японском архипелаге III века периода Яёй. Описывается общественно-политический строй древних японцев, страна Яматай и её правительница Химико.
«Предание о людях „ва“ из истории государства Вэй» является одним из древнейших письменных упоминаний о древней Японии и её жителях.